# École Maïmonide (Boulogne-Billancourt)
Ne doit pas être confondu avec Lycée Maïmonide ou École Maïmonide (Montréal).
L'École Maïmonide est une école juive fondée par Marcus Cohn, Arthur Weisweiller, Jules Braunschvig, et Yechiel Lichtenstein à Boulogne-Billancourt en 1935. Elle continue d'être active de nos jours,.

## Histoire de l'École Maïmonide

### De la création à la guerre
Premier établissement secondaire juif de France, l’école fut créée en 1935, à l’initiative du Consistoire. Marcus Cohn est le directeur du collège et Arthur Weisweiller le président de l'association Maïmonide.
L'établissement est nommé « École Maïmonide » d’une part pour honorer le 800e anniversaire de la naissance du Rabbin Moïse Maïmonide (Rabbi Moshé Ben Maimon) et d’autre part parce que Maimonide est la figure du judaïsme qui incarnait le mieux le projet des initiateurs : bâtir une école juive, ouverte sur la cité.
Le 7 juin 1935, d’ailleurs, le grand-rabbin Liber, directeur de l'École rabbinique de France écrivait dans L'Univers israélite que le nom de Maïmonide «(…) symbolise l’union de la culture juive et de la culture générale qui doit sauver le judaïsme moderne».

« Il n’existait pas jusqu’à présent en France d’école secondaire israélite. Le collège Maïmonide voudrait combler cette lacune : donner aux jeunes gens, quelle que soit la carrière à laquelle ils se destinent, une instruction secondaire solide, avec préparation au baccalauréat, et en même temps une éducation juive complète. Il n’est pas probable que toute la jeunesse juive afflue vers ce nouvel établissement. Beaucoup de parents, pour des raisons diverses, préfèreront toujours envoyer leurs enfants aux lycées de l’État. Le nombre des élèves sera plutôt restreint, mais c’est cela précisément qui permettra d’obtenir la qualité, de former des caractères d’élite qui pourront plus tard jouer un rôle comme dirigeants du judaïsme français. Aujourd’hui plus que jamais la jeunesse juive éprouve le besoin d’avoir des guides instruits et cultivés qui lui indiquent la route à suivre dans es situations parfois difficiles.
Le Collège ne dépend d’aucun parti ni d’aucun groupement politique ou autre.
« La rentrée des classes est fixée au mercredi 23 octobre 1935 ». »

— Extrait du prospectus du « Collège Maïmonide », juin 1935
L'école ouvre ses portes le 23 octobre 1935, au 60 rue Claude-Bernard, dans le 5e arrondissement de Paris, avec un effectif de 102 élèves, de la huitième à la première (des classes de philosophie et de mathématiques étant prévues ultérieurement). La plupart des élèves sont de Paris, mais il y a aussi des représentants de l'Alsace et de l'Afrique du Nord. Les élèves se repartissent entre externes, demi-pensionnaires et internes. Les internes sont logés à l'internat du Séminaire de la rue Vauquelin.
En 1938, l'école et l'internat pour garçons s’installent dans un hôtel particulier, don de la famille Rothschild, au 11 rue des Abondances, à Boulogne-Billancourt.
Lorsque la Seconde Guerre mondiale guerre éclate, le 1er septembre 1939, l’école doit fermer ses portes. De nombreux professeurs et membres du personnel sont mobilisés au sein de l’armée française.
Un an plus tard, Le 3 octobre 1940, les lois sur le statut des Juifs du régime de Vichy sont décrétées, le gouvernement de Vichy interdit l’existence d’associations juives. De fait, l’association Maïmonide est dissoute. Les locaux sont réquisitionnés. L’armée d’occupation s’installe dans le bel hôtel de la famille Rothschild qui devient lieu de cantonnement des troupes allemandes.

### De la libération à l'époque actuelle
En août 1944, Paris est libéré. L’ordre de réquisition de l’établissement est levé. Marcus Cohn, secondé par Théo Dreyfuss, met tout en œuvre pour que l’association Maïmonide récupère ses locaux. Il interpelle les membres de la communauté et parvient à meubler l’école tant bien que mal. La vie revient peu à peu et l’école Maïmonide accueille les orphelins et des rescapés de la Shoah, dont Elie Wiesel. 
L’internat pour garçons se développe et très vite, les filles sont admises en externat. Les classes sont mixtes, et l’objectif de tous est d’aider à la reconstruction des individus traumatisés par les atrocités de la guerre.
En 1950, Marcus Cohn fait son alyah et c’est Théo Dreyfuss qui assume la direction de l’établissement jusqu’en 1968. 
Sous son égide, l’établissement se développe : le lycée accueille des élèves de la 6e au second baccalauréat. 

« L’école organisait des “Shabatoth pleins” pour l’ensemble des internes et pour ceux des externes qui le désiraient. Ces Shabatoth se signalaient non seulement par leur programme culturel, mais aussi et surtout par la pratique juive et l’Oneg Shabath récréatif avec chants et jeux. »

— Souvenirs de Théo Dreyfus
Meyer Harrus, responsable de l’internat, veille sur chacun des élèves avec une bienveillance paternelle et c’est à cette époque-là, que jour après jour, se forgea « l’esprit Maïmo », si cher aux anciens élèves.

« Il y avait dans cet Internat un je-ne-sais-quoi indéfinissable qui piégeait régulièrement les élèves qui l’ont fréquenté et les enchaînait à ses charmes. Seuls les élèves qui ont vécu cette curieuse expérience, sentent confusément encore combien le séjour à l’Internat les a enrichis aussi bien sur le plan juif, que sur le plan général. »

— Souvenirs de Meyer Harrus
En octobre 1968, David Messas prend la succession de Théo Dreyfus. Il crée l’école primaire en 1976 et en 1980 la maternelle est ouverte.
De 1988 à 1995, l’école est dirigée par Nahum Kabla, professeur de mathématiques au lycée depuis 1966. Elle connaît un afflux d’élève, triplant ses effectifs en sept ans. Sous l’impulsion du président de l’association, Claude Sarfati, les locaux sont agrandis et modernisés.
En 1994, 1000 élèves suivent leur scolarité à Maïmonide. L’école se dote d’un CDI, de laboratoires, d’un gymnase.
L'école Maïmonide est alors dirigé au secondaire par Anne-Marie Boubli (1998-2010) et au primaire par Sylvia Elbaze depuis 1999. En 2011, Corinne Lafitte prend la direction du secondaire.
Le président Claude Sarfati et le vice président Hervé Kreisberger œuvrent pour moderniser les locaux et offrir des infrastructures confortables et performantes aux équipes éducatives.
Les travaux, prévus sur une durée de trois ans, débutent en 2010.
Les nouveaux espaces se dessinent peu à peu : la maternelle est parmi les plus modernes qui soient, le CDI est spacieux, et les laboratoires rivalisent avec la salle informatique ou les terrains de sport.
Cette période de modernisation s’achèvera avec la rénovation de la Synagogue durant l’été 2014.
Le collège-lycée Maïmonide RAMBAM à Mikvé-Israël, ouvert en 2016, est un prolongement en Israël de l'école Maïmonide de Boulogne-Billancourt.

## Personnalités

### Directeurs/Directrices
- Marcus Cohn, (1935-1949)
- Théodore Dreyfus, (1949-1967)
- David Messas, (1968-1986), devient Grand-rabbin de Genève puis Grand-rabbin de Paris
- Emile Moatti, (1986-1987)
- Anne-Marie Boubli, (1987-1988)
- Nahum Kabla, (1988-1995)
- Max Zaoui, (1995-2000)
- Anne-Marie Boubli (2000-2009) au secondaire
- Brigitte Botbol (2010-) au secondaire
- Sylvia Elbaze (1999-) au primaire
- Corinne Lafitte (2011-) au secondaire

### Présidents de l'association Maïmonide
- Arthur Weisweiller[1] (1935-1941)
- Claude Sarfati

### Professeurs
- Marc Breuer (1936-début de 1939)[11]
- Léo Cohn, janvier 1936, professeur d'hébreu et de chant
- Noël Chevauchez, professeur de lettres[12]
- rabbin docteur Yechiel Lichtenstein[13], fondateur et enseignant en études juives (1935-), père du rabbin Aharon Lichtenstein, né à Paris en 1933
- Georges Loinger, professeur d'éducation physique
- Gérard Nahon, professeur d'histoire[12]
- rabbin Henri Soil (1935), professeur de Talmud
- Georges Vajda[14]
- Robert Weil (professeur de physique)
- rabbin André Zaoui

### Élèves
- Cyril Astruc, homme d'affaires impliqué et condamné dans le  fraude à la TVA sur les droits d'émission de CO2
- Joseph Biéder, médecin et psychiatre, un des piliers de la Société médico-psychologique.
- Eric Cohen, président fondateur de la société Keyrus
- Edouard Cukierman (en), fondateur du fonds Catalyst
- Maurice-Ruben Hayoun[15]
- Serge Klarsfeld[16]
- Théo Klein, avocat et ancien président du Conseil représentatif des institutions juives de France (CRIF)
- Jean-Philippe Kobryner, co-créateur du service minitel 3615 Se Loger
- Adolphe Steg, professeur agrégé de médecine[2]
- Edgar Weill (1920-2004), rabbin de Mulhouse[17]
- Élie Wiesel, Prix Nobel de la paix (1986)

### Autres personnalités
- Monsieur Chouchani, employé comme homme de ménage et y lave les vitres[18].
- Flore Loinger née Rosenweig (1911-1996), épouse de Georges Loinger. Secrétaire de l’économe du nouveau Lycée, en 1934[19]
- Herta Cohn-Bendit (1908-1963) née David[20], économe, épouse de Eric Cohn-Bendit et mère de Daniel Cohn-Bendit et Gabriel Cohn-Bendit
- Joseph Haïm Sitruk, surveillant, devenu grand-rabbin de France